# Initiative de Bosnie-Herzégovine
Initiative de Bosnie-Herzégovine (en bosnien : Bosanskohercegovačka Inicijativa abrégé BHo) est un parti politique en Bosnie-Herzégovine. Il est fondé en 2022 par le maire de Zenica, Fuad Kasumović. Lors des élections générales de 2022, le parti se présente à tous les niveaux de gouvernement, à l'exception de la présidence. Il obtient un siège à la Chambre des représentants : Aida Baručija dans la 4e circonscription de la fédération de Bosnie-et-Herzégovine.

## Résultats électoraux

### Élections parlementaires
| Année | Voix   | %    | Sièges | Rang |
| ----- | ------ | ---- | ------ | ---- |
| 2022  | 20 259 | 1,28 | 1 / 42 | 10e  |

| Année | Voix   | %    | Sièges | Rang |
| ----- | ------ | ---- | ------ | ---- |
| 2022  | 18 150 | 1,86 | 1 / 83 | 10e  |